# Sindżar (Al-Malikijja)
Sindżar – wieś w Syrii, w muhafazie Al-Hasaka. W 2004 roku liczyła 988 mieszkańców.